# کوه غراط
کوه غراط (به لاتین: Mount Gharat) یک کوه و آتشفشان در وانواتو است که در Gaua, Banks Islands, Vanuatu واقع شده‌است. کوه غراط ۷۹۷ متر بالاتر از سطح دریا واقع شده‌است.